# Pama Records
Pama Records — один из крупных Английских реггей-лейблов конца 1960-х, начала 1970-х. На то время, один из главных конкурентов Trojan Records, занимающей ту же нишу.

## История развития
Основателия компании три брата Палмеры — Гарри, Джеф и Карл, прибыли в Великобританию в разное время, в период 1950—1960-х.
Лейбл Pama был открыт в 1967 году. Управление лейблом происходило, первоначально из офиса агентства недвижимостью в Харроу, и позже переместилось на улицу Кервен Парк, 78 в Харлсден. Примечательно, что ни этот, ни другие адреса Pama никогда не были занесены в официальные уличные справочники Почтовой службы.
1967 год был переломным моментом на рынке Ямайской музыки — постепенно ска трансформировалось в рокстедди, и Pama стала одной из компаний, которая успешно вышла на новый рынок.
Перед тем как открыть Pama, Гарри Палмер посетил Ямайку и приобрёл несколько треков у местных перспективных продюсеров — Кленси Экклса, Линфорда Андерсона и некоторых других, менее значимых.
В следующие месяцы были выпущены несколько синглов, которые хорошо продавались, а трек Кленси Экклса — «What Will Your Mama Say» получил несколько эфиров на недавно открытом BBC Radio 1.
Видя успехи своего главного лейбла — Pama, были запущены несколько дочерних лейблов.